# Phosphorus
「phosphorus」（フォスフォラス）は、日本の音楽ユニット、eufoniusの10作目のシングル。2009年4月22日にGloryHeavenから発売された。
「phosphorus」は、テレビアニメ『神曲奏界ポリフォニカ クリムゾンS』主題歌である。曲名はギリシア語で「光を運ぶもの」と元素の「リン（燐）」を意味する。
なお、ボスフォラス海峡とは全く関係ない。
ジャケットには、青空をバックにコーティカルテ・アパ・ラグランジェスが歌っている様子が描かれている。

## 収録曲
（全作詞：riya、作曲・編曲：菊地創）
1. phosphorus [4:28]
2. 優しい旋律 [5:33]
3. phosphorus（inst.）
4. 優しい旋律（inst.）

## 参加ミュージシャン
- Guitar - 高山一也（#1・2）
- Bass - 渡辺等（#2）
- Piano - ただすけ（#1・2）
- Strings - 大先生室屋ストリングス（#1）